# 1315 en Angleterre
Chronologie de l'Angleterre
- 1311
- 1312
- 1313
- 1314
- 1315
- 1316
- 1317
- 1318
- 1319

Cette page concerne l'année 1315 du calendrier julien.

## Naissances en 1315
- 4 mai : John Segrave, 4e baron Segrave (en)
- Date inconnue : 
  - Roger Beauchamp, 1er baron Beauchamp de Bletsoe (en)
  - William Devereux, chevalier
  - John FitzWalter, 3e baron FitzWalter

## Décès en 1315
- 2 avril : Simon Ghent, évêque de Salisbury
- 12 août : Guy de Beauchamp, 10e comte de Warwick
- 23 août : Édouard Burnell, 1er baron Burnell
- 24 novembre : Fulk FitzWarin, 1er baron FitzWarin
- 6 décembre : William Greenfield, archevêque d'York
- Date inconnue : 
  - Adam Banastre, chevalier et rebelle
  - Ralph Bickerstaff, shérif et rebelle
  - Edward Burnell, 1er baron Burnell
  - John de Clinton, 1er baron Clinton (en)
  - Rhodri ap Gruffudd, noble
  - Henry Lea, chevalier et rebelle